# Defenestrazione di Praga (1618)

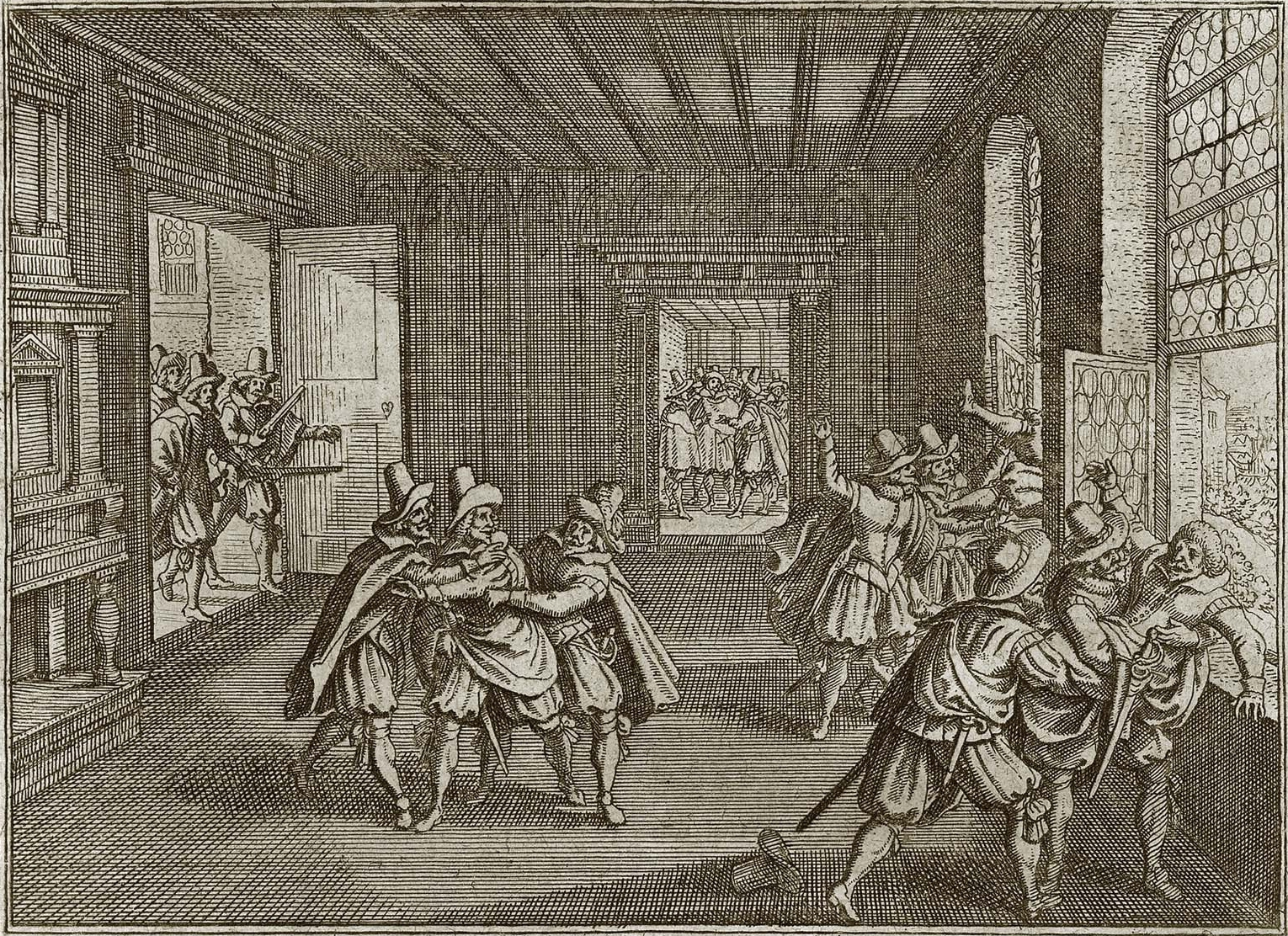
La terza defenestrazione di Praga (incisione di Matthäus Merian il vecchio)

La defenestrazione di Praga (di fatto la terza dopo gli episodi del 1419 e del 1483), avvenuta il 23 maggio 1618, fu l'evento scatenante della guerra dei trent'anni (1618-1648).

## Antefatto
Il Regno di Boemia era governato fin dal 1526 dagli Asburgo, che non avevano mai imposto il principio di Cuius regio, eius religio alla popolazione, largamente protestante.
L'imperatore Rodolfo II, fiaccato dai rovesci nella guerra coi turchi e dall'aggravarsi della propria malattia mentale, stava per essere rimpiazzato alla guida del Sacro Romano Impero dal fratello minore Mattia. Per aumentare la propria influenza in Boemia, Rodolfo promulgò la lettera di maestà, che garantiva libertà di culto ed il diritto di costruire chiese e scuole confessionali ai sudditi boemi.
Dopo la morte di Rodolfo, avvenuta nel 1612, Mattia divenne imperatore e nel 1617 elesse suo cugino Ferdinando II re di Boemia. Quest'ultimo era un fervente sostenitore della controriforma e poco ben disposto nei confronti della maggioranza protestante e dei diritti ad essa concessi. Lo scontro si ebbe quando Ferdinando impedì la costruzione di alcune cappelle protestanti, che stavano per essere costruite su terreni appartenenti alla chiesa cattolica che i riformati, dal canto loro, sostenevano essere di proprietà del re - il quale li aveva appena ceduti, per aggirare la Lettera di Maestà - e denunciarono la violazione di quest'ultima.

## La defenestrazione
Al castello di Hradčany, noto anche come Pražský hrad (ovvero "Castello di Praga"), il 23 maggio 1618 alcuni rappresentanti dell'aristocrazia, galvanizzati dal conte Thurn, catturarono due luogotenenti imperiali, Jaroslav Bořita z Martinic e Vilém Slavata, e un loro segretario, Filip Fabricius, e li lanciarono fuori dalle finestre del castello.
Questi caddero da una altezza di circa 15 metri, ma nessuno di loro si ferì gravemente, anche grazie alla pendenza del terreno che attutì l'impatto. Fabricius poco dopo fu nominato nobile dall'imperatore con il titolo di von Hohenfall (letteralmente di Altacaduta). La sopravvivenza dei tre delegati imperiali fu vista, in ambienti cattolici, come una grazia divina e il segno che la lotta cattolica era più che approvata da Dio.

## Conseguenze
Alla defenestrazione di Praga seguì la rivolta degli abitanti della Boemia e dei possedimenti asburgici circostanti; i ribelli elessero loro re Federico V del Palatinato, invocando l'aiuto dell'Unione Evangelica. Dopo alcuni limitati successi dei boemi, le forze imperiali procedettero all'invasione dei territori ribelli, culminata nella netta vittoria della battaglia della Montagna Bianca, che diede l'avvio alla ricattolicizzazione forzata di tutta la Boemia.